# Ctenitis nemorosa
Ctenitis nemorosa là một loài thực vật có mạch trong họ Dryopteridaceae. Loài này được (Willd.) Ching miêu tả khoa học đầu tiên năm 1940.